# Steinsdorf (Leutenberg)
Steinsdorf ist ein Ortsteil der Stadt Leutenberg im Landkreis Saalfeld-Rudolstadt in Thüringen.

## Geografie
Steinsdorf ist das nördliche Nachbardorf von Kleingeschwenda und liegt ebenfalls auf einem Hochplateau des Südostthüringer Schiefergebirges in der Nähe des Pumpspeicherwerkes Hohenwarthe II. Das Dorf ist mit der Kreisstraße 167 an das Umfeld verkehrsmäßig angeschlossen. Die mittlere Höhenlage beträgt 530 Meter über NN.

## Geschichte
Am 14. Dezember 1413 wurde der Ort erstmals urkundlich erwähnt. Die Gemeinde informiert, dass die Besiedlung in dem 11. Jahrhundert bei der Rodung der Wälder schon begann. Es waren wohl Sorben, denn sie legten ein Rundlingsdorf an. Der Ort gehörte zur Grafschaft Schwarzburg-Leutenberg und nach dessen Erlöschen von 1564 bis 1918 zur Oberherrschaft der Grafschaft bzw. des Fürstentums Schwarzburg-Rudolstadt.

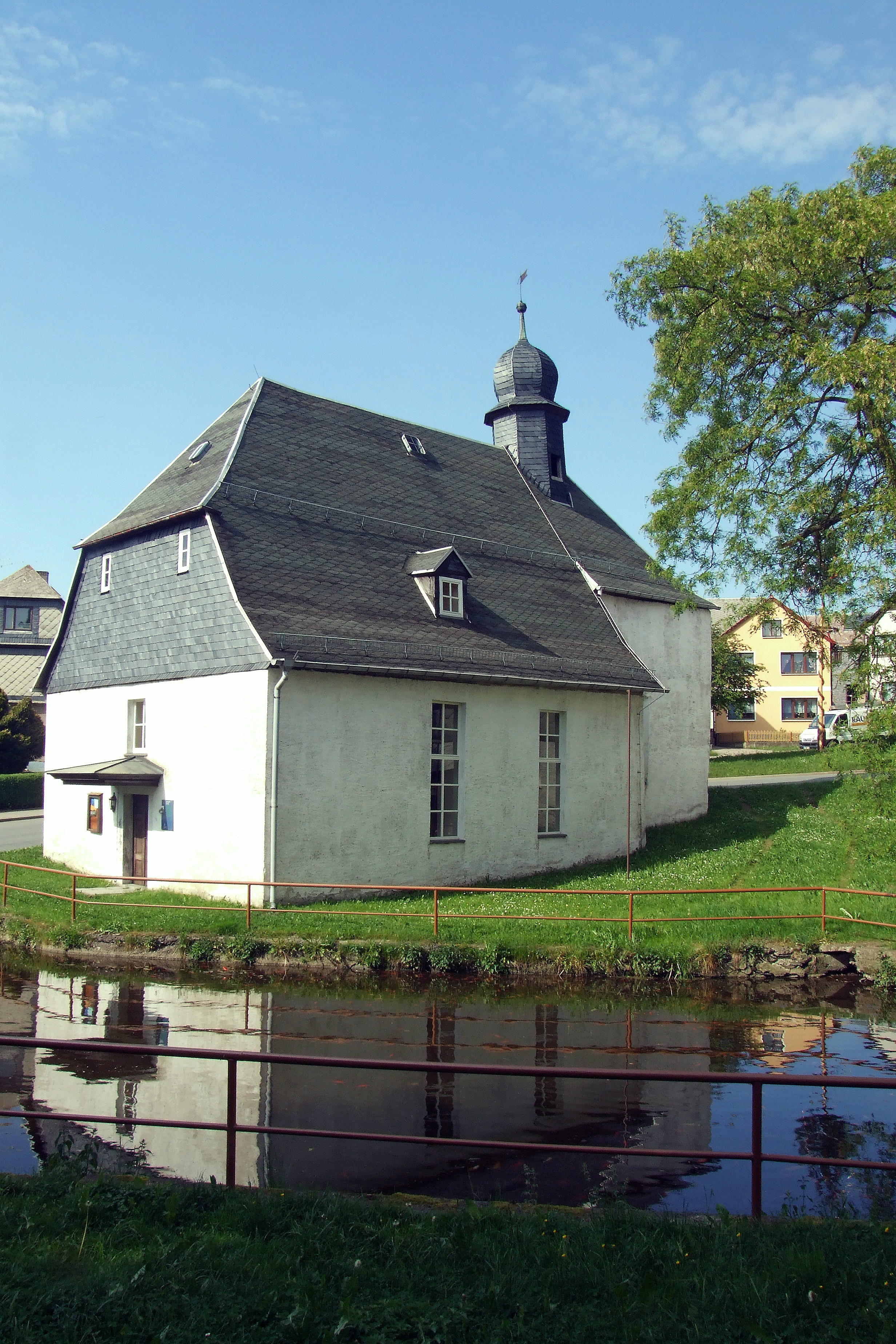
Andreaskirche

Die Andreaskirche wurde 1716 nach einem Brand gebaut. 1830 wurde sie noch einmal saniert und besitzt seitdem die kleinste bespielbare Barockorgel Thüringens. Nach erfolgter Restaurierung erklang sie 1995 wieder. 1993/94 fand eine grundhafte Dorferneuerung statt.
Neben der herkömmlichen Landwirtschaft besteht jetzt ein großes Damwildgehege. Wanderwege zu landschaftlich einmaligen Punkten sind für Touristen geschaffen.
1997 wurde Steinsdorf eingemeindet und ist seitdem ein Ort der Einheitsgemeinde Stadt Leutenberg.